# Купны, Юзеф
Юзеф Пётр Купны (пол. Józef Piotr Kupny; 23 февраля 1956, д. Домбрувка-Велька, около г. Пекары-Слёнске, Польша) — архиепископ Католической церкви, с 2013 года возглавляющий архиепархию Вроцлава.

## Биография
Родился в деревне Домбрувка-Велька, которая с 1975 года входит в черту города Пекары-Слёнске. В 1975 году окончил среднюю школу в Хожуве, после чего поступил в семинарию в Кракове. После двухлетней военной службы продолжил учёбу в семинарии, по её окончании 31 марта 1983 года был рукоположен в священники. Получил степень магистра теологии в Папской теологической академии Кракова за работу «Социальное учение папы Иоанна Павла II в ходе его визита в Польшу в 1979 году».
В 1986—1990 учился на факультете социальных наук Католического университета Люблина, который окончил со степенью магистра социологии. В 1993 году защитил докторскую диссертацию по философии и социологии на тему «Социальное учение Иоанна Павла II», затем преподавал в нескольких католических учебных заведениях Польши.
В 2001 году был назначен ректором Силезской высшей духовной семинарии в Катовице. В 2003 году получил почётный титул Капеллан Его Святейшества.
21 декабря 2005 года назначен викарным епископом архиепархии Катовице. Епископская хиротония состоялась 4 февраля 2006 года, возглавлял её архиепископ Катовице Дамиан Зимонь. Как и все викарные епископы стал титулярным епископом с титулом епископа Ванарионы. В 2009 году стал кавалером ордена Святого Гроба Господнего Иерусалимского.
18 мая 2013 года назначен архиепископом Вроцлава. 29 июня 2013 года получил от папы Франциска паллий. Автор нескольких работ по социологии религии и этике.